# 37세에 의사가 된 나~연수의 순정 이야기~
《37세에 의사가 된 나 ~연수의 순정 이야기~》(37歳で医者になった僕～研修医純情物語～)는 칸사이 TV가 제작하고 후지 TV 계열에서 2012년 4월 10일부터 6월 19일까지 화요일 22시에 방송된 텔레비전 드라마이다. 주연은 쿠사나기 츠요시가 맡았다.
원작은 가와후치 게이이치 소설 《연수의 순정 이야기 시리즈》이며, 직장을 그만두고 대학 병원의 연수의가 된 37세 청년의 분투하는 모습을 그린다.
쿠사나기는 《내가 걷는 길》 (2006년) 이후 6년 만에 칸사이 TV 화요일 밤 10시 시간대에 주연을 맡았으며, 의사 역도 이번 작품이 처음이다. 또 공동 출연하는 마쓰다이라 켄은 구사나기와 《임협 헬퍼》 (2009년) 이래의 공동 출연이다.
캐치프레이즈는 《새로운 “나” 시작합니다.》

## 출연

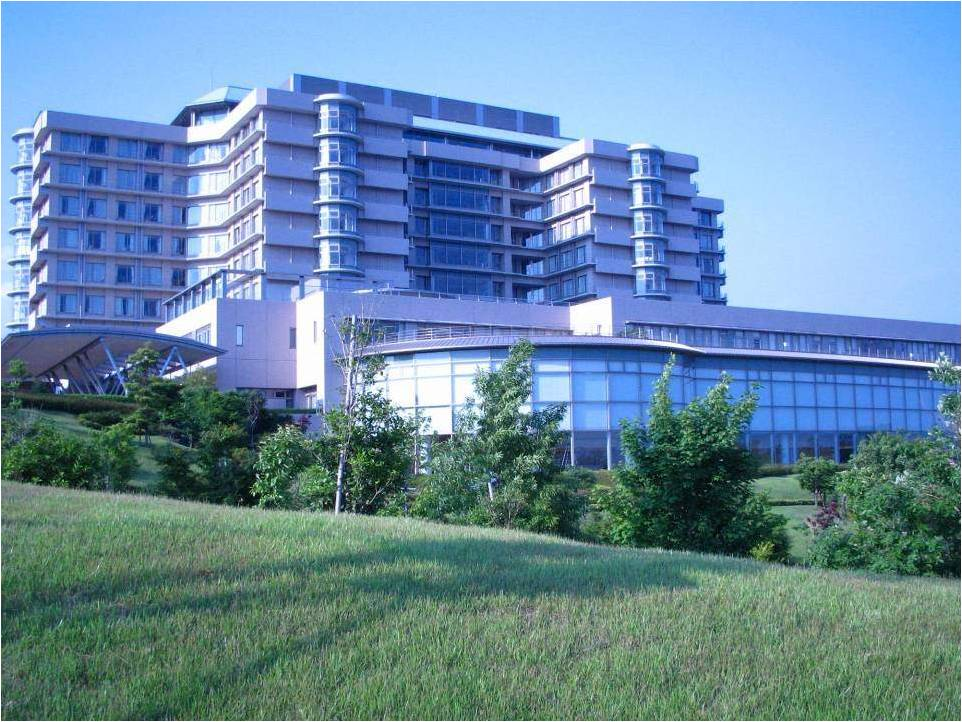
도오의과대학병원 장면이 촬영된 후쿠오카 현립 암센터

### 인턴
- 곤노 유타 (37) - 쿠사나기 츠요시 (SMAP)
- 사와무라 미즈키 (24) - 미즈카와 아사미
- 시모다 (24) - 야오토메 히카루 (Hey! Say! JUMP)
- 다니구치 (25) - 키리야마 렌

### 의사
- 모리시타 (42) - 다나베 세이치
- 사에키 (58) - 마쓰다이라 켄

### 간호사
- 아이자와 나오미 (37) - 마토부 세이

### 환자
- 다다 - 기타무라 소이치로
- 이시하마 - 덴덴
- 구와바라 다쿠마 - 토쿠이 유

### 가쓰라기 가족
- 가쓰라기 스즈 (32) - 미무라

### 그 외
- 아베 츠요시

## 제작진
- 원작: 가와후치 게이이치 〈연수의 순정 이야기 ~선생님이라고 부르지마~〉 〈뒤돌아보지 마 닥터 ~연수의 순정 이야기~〉 (겐토샤)
- 각본: 후루야 가즈나오
- 음악: 간노 유고
- 연출: 미야케 요시시게, 시라키 케이치로
- 제작: 칸사이 TV

## 주제가
- 사카낙션 〈보쿠토하나〉 (僕と花)

## 방송일 및 부제
| 각화       | 방송일          | 부제                                     | 연출            | 시청률 |
| ---------- | --------------- | ---------------------------------------- | --------------- | ------ |
| case 1     | 2012년 4월 10일 | 저는 자신을 바꾸기 위해 의사가 됐습니다  | 미야케 요시시게 | 13.2%  |
| case 2     | 2012년 4월 17일 | 의사도 서비스업입니다                    | 미야케 요시시게 | 13.1%  |
| case 3     | 2012년 4월 24일 | 의사이기 전에, 사람이기 전에             | 미야케 요시시게 | 14.5%  |
| case 4     | 2012년 5월01일  | 의사로서 나는 거기에 선을 긋는다         | 시라키 케이치로 | 13.6%  |
| case 5     | 2012년 5월08일  | 의사로부터 가깝고 먼 존재                | 시라키 케이치로 | 13.6%  |
| case 6     | 2012년 5월 15일 | 내가 의사가 된 진짜 이유                 | 미야케 요시시게 | 13.6%  |
| case 7     | 2012년 5월 22일 | 의사로서 아니라 사람으로서 나는…         | 미야케 요시시게 | 12.5%  |
| case 8     | 2012년 5월 29일 | 의사와 환자가 마주보는 것의 의미         | 시라키 케이치로 | 14.0%  |
| case 9     | 2012년 6월05일  | 의사도 한 명의 약한 인간이라고 하는 현실 | 시라키 케이치로 | 10.2%  |
| case 10    | 2012년 6월 12일 | 의사가 잊어서는 안되는 그 중량감         | 미야케 요시시게 | 11.2%  |
| Final case | 2012년 6월 19일 | 내가 의사를 계속하는 단 하나의 이유      | 미야케 요시시게 | 13.0%  |

- 제9화는 〈2012 런던 올림픽 발리볼 세계 최종 예선 남자 한국×일본〉 중계 연장때문에 22:55 - 23:49에 방송.

## 같이 보기
- 칸사이 TV 화요일 밤 10시 드라마